# María Antonia García de la Vega

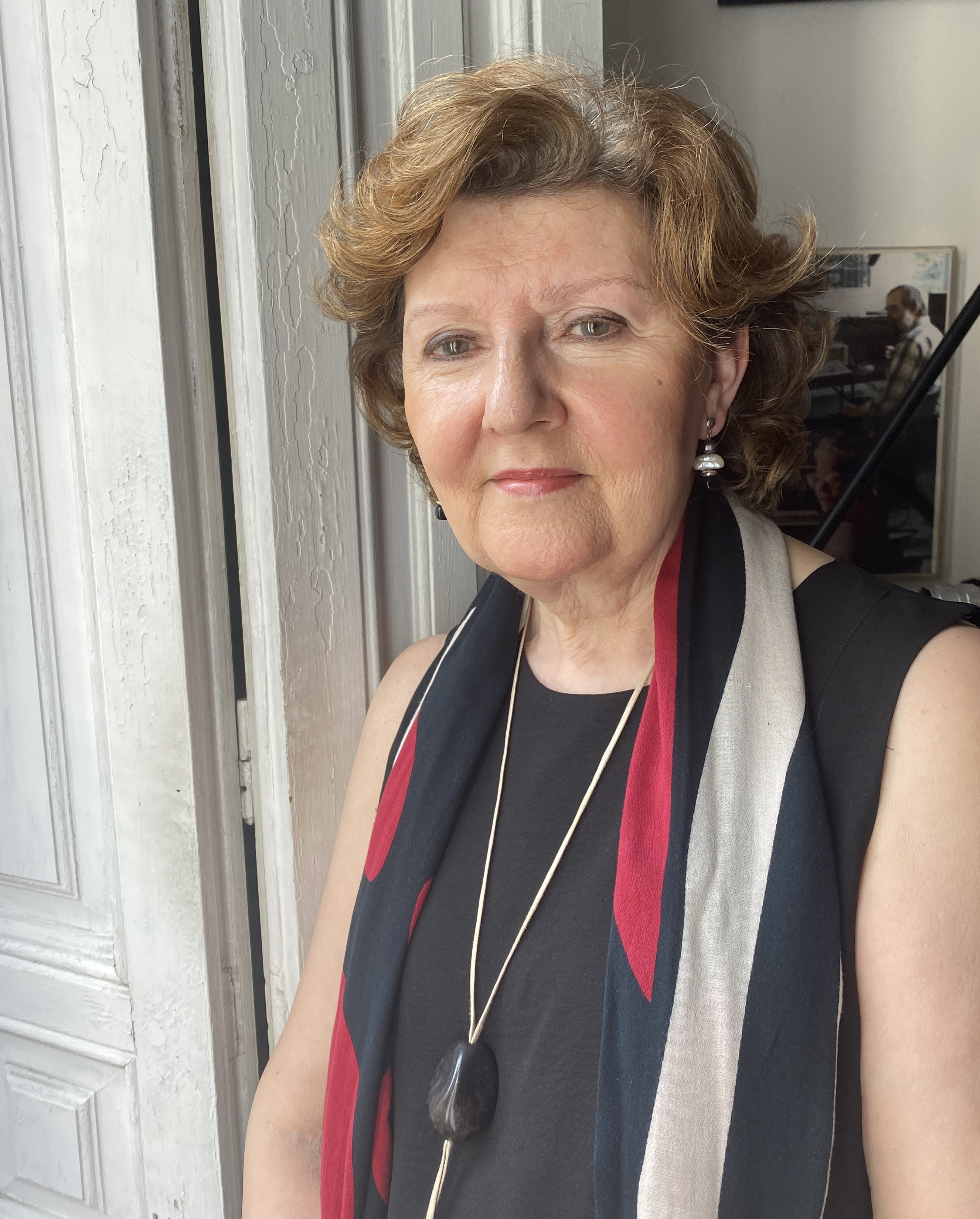
María Antonia García de la Vega, 2023

María Antonia García de la Vega López (geboren am 7. Mai 1956 in Madrid) ist eine spanische Fotografin. Schwerpunkte ihrer Arbeit bilden die Genres Porträt und Landschaft. Bis 2014 war sie Generalsekretärin der Real Sociedad Fotográfica in Madrid. 2015–2020 war sie dort Mitglied des Direktoriums. Seit 2022 ist sie Präsidentin der Sektion Fotografie im Ateneo de Madrid.

## Ausbildung
1980 schloss sie ein Studium der Geografie und Anthropologie an der Universidad Complutense de Madrid ab. Es folgte ein Jurastudium an derselben Universität mit Abschluss im Jahr 1986. 2000 promovierte sie in Rechtswissenschaften mit einer Dissertation mit dem Titel La ejecución de sentencias de dar, hacer y no hacer en el proceso civil. Ihre Karriere als Fotografin begann sie 2003 als Autodidaktin. In Kursen und Workshops informierte sie sich sowohl über Analog- als auch über Digitalfotografie.

## Fotografisches Schaffen
Sowohl die Landschaft als auch die Spur, die der Mensch darin hinterlässt, sind fundamental für María Antonia Garcías Werk. Sie unternahm Fotoprojekte in verschiedenen Wäldern. Deren Ergebnisse schlugen sich in einem Buch Memorandum natura nieder. Das Folgeprojekt Memorándum Natura II. La montaña transformada en paisaje hatte das Gebirge Picos de Europa zum Gegenstand.

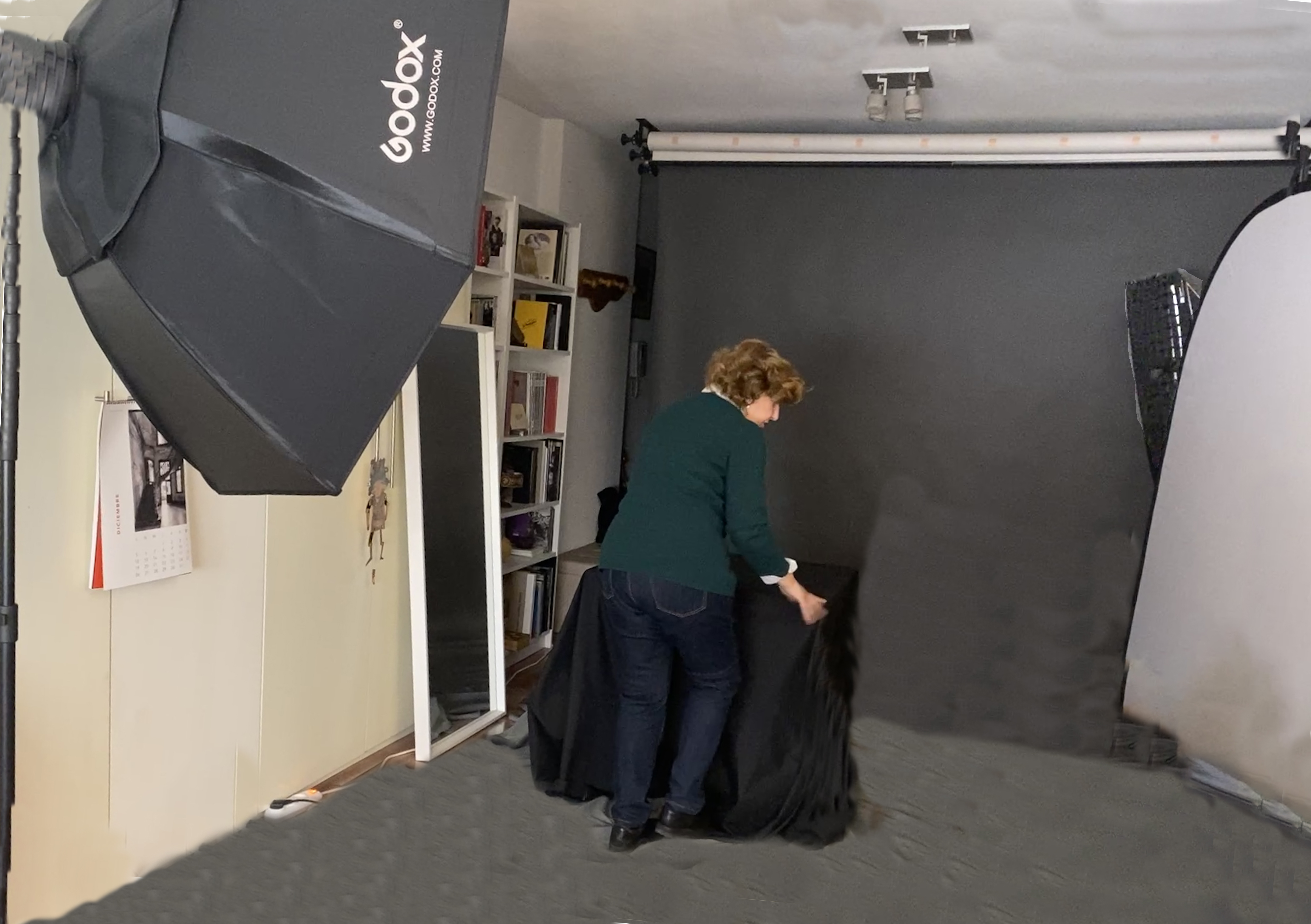
Die Fotografin in ihrem Studio

In ihrem Studio schuf sie seit 2016 eine umfangreiche Serie von Porträts von Personen aus dem Kulturleben. Stilistisch ließ sie sich dabei von der Kunst der Renaissance und der Aufklärung beeinflussen. Die Porträts liegen im Grenzbereich zwischen Realismus und Repräsentation, weisen vom Realen ins Fiktionale. Die bis 2020 entstandenen Fotos wurden unter dem Titel Ucrónicos in einem Buch veröffentlicht und an mehreren Orten ausgestellt. Auch nach 2020 setzt sie die Arbeit mit Porträtfotografien fort. Unter dem Titel Pasajeras erschien 2024 ein Buch mit 137 Schwarz-Weiß-Aufnahmen von weiblichen Kulturschaffenden.

## Ausstellungen

### Einzelausstellungen
- Die Ausstellung Memorandum natura war 2014 bis 2016 in Madrid, Zarautz und Burlada zu sehen.[12]
- Auch die Ausstellung Memorandum natura II wurde 2017 und 2018 an mehreren Orten gezeigt:
  - In der Sala Amárica von Vitoria-Gasteiz[13][14]
  - Im Palacio de Caja Cantabria in Santillana del Mar[15][6]
  - Im Centro Cultural Anabel Segura in Alcobendas[16]
  - Im Museo de León[17]
- Ab Dezember 2024: Pasajeras, Centro de Arte Alcobendas.[11]

### Sammelausstellungen (Auswahl)
- 2009–2017: Teilnahme an mehreren Ausstellungen der Real Sociedad Fotográfica de Madrid.[18]
- 2011 Calle Alcalá. Centro Cultural Príncipe de Asturias, Madrid.[12]
- 2011 Internationale Fotoausstellung in Lishui, Volksrepublik China[12]
- 2011 Intercambio de Miradas. Tokio.[12]
- 2012 Donde la ciudad pierde su nombre. Centro Cultural Casa del Reloj, Madrid.[12]
- 2017 Arquitecturas. Una visión múltiple. Colegio de Aparejadores, Madrid.[12]
- 2018 La Mancha. Tres miradas. Im Rahmen der spanischen Kulturtage unter der Schirmherrschaft der spanischen Botschaft. Museum Bair Al-Zubair. Maskat, Oman.[19]
- 2019 A Forest. Est_Art. Alcobendas.[20]
- 2021 White Balancest Est_Art. Alcobendas.[12]

## Publikationen
- Momorandum Natura. Eigenverlag, 2015, ISBN 978-84-606-7472-6.
- Ucrónicos. Eigenverlag, 2020, ISBN 978-84-09-18247-3.
- Pasajeras. Eigenverlag 500 Exemplare, 2024, ISBN 978-84-09-60799-0.[21]